# Masa rzutowa
Masa rzutowa (ciężar rzutowy) – wielkość wyrażona w jednostkach masy (najczęściej gramach lub uncjach) określająca przydatność wędki do posługiwania się odpowiednimi przynętami lub do uzbrajania ich w zestawy o danej masie. Masę rzutową określa się dwoma liczbami:
- mniejsza – dolna granica masy rzutowej. Określa, przy jakiej wadze minimalnej przynęty można rzucać ją, wykorzystując jej wszystkie właściwości.

- większa – górna granica masy rzutowej. Stanowi ważną informację na temat maksymalnej dopuszczalnej masy przynęt. Mówi ona jednocześnie, że rzucając przynętami cięższymi możemy zniszczyć wędzisko.

W wędziskach muchowych zamiast ciężaru rzutowego stosuje się oznaczenie, do jakiego typu sznura wędka jest przystosowana.